# Кулашекхара
Кулашекхара (там. குலசேகரவர்மன்; 800—820) — тамильский царь, основавший вторую империю Чера. Кулашекхара создал на территории современной Кералы единое государство, просуществовавшее до 1102 года. В период своего наивысшего могущества, основанная Кулашекхарой империя занимала всю территорию современной Кералы, Нилгири и округа Салем и Коимбатур в Тамилнаде.
В вайшнавизме Кулашекхара почитается как один из великих святых поэтов-подвижников альваров. Вайшнавы почитают его как 9-го из 12 альваров. Кулашекхара был автором поэмы «Перумал-тирумоли» — одного из наиболее известных памятников средневековой тамильской поэзии бхакти. Авторству Кулашекхары также приписывается санскритская поэма «Мукундамала». Его поэмы были посвящены двум наиболее известным аватарам в индуизме — Раме и Кришне — из которых его основным объектом поклонения был Рама. Одним из современников Кулашекхары был философ Шанкара.
В честь Кулашекхары была названа британская рок-группа Kula Shaker, а их компания звукозаписи Alvar Music — в честь альваров.